# 電力站樂團
发电站乐队（德語：Kraftwerk，直译：「发电站」，德語發音：[ˈkʁaftvɛɐk]）是德國的电子音乐團體，在電子音樂開疆拓土的歷史中扮演十分關鍵的角色。樂團在1970年的創始團員為Florian Schneider與Ralf Hütter，他们在杜塞尔多夫建立乐队。廣為眾人熟悉的四人組合的其他兩人 Wolfgang Flür 與 Karl Bartos 則是稍晚加入。
Kraftwerk所引進的技巧以及發展出來的裝備，已成為現代音樂的必備常識。他們對二十世紀下半葉电子音樂的影響力是顶级的。

## 樂團歷史
发电站乐队成立於1970年，由長笛手Florian Schneider-Esleben與鍵盤手Ralf Hütter共同组建。兩人在學生時代初識，並在60年代末期以Organisation乐队的名义發行了專輯《Tone Float》，主要是即興創作為主。
早期的Kraftwerk主要是兩個團員與眾多音樂人合作，出产了四張專輯與現場演出，團員來來去去也有六七個，其中吉他手Michael Rother與鼓手Klaus Dinger後來共同組成了Neu!。
Kraftwerk The Man-Machine 在1978年發行 當中有一首曲目名為 Das Model是放在發行錄音帶的B面，當年在英國單曲排行榜只得到當時的第36名次。
1981年EMI唱片公司決定重新發行把 Das Model 曲目放到A面，在1982年2月6日得到英國單曲排行榜第一位名次。Kraftwerk-Das Model曲目在這個時候最為香港娛樂場所熱門流行跳舞音樂之一。

## 成員

### 現任成員
- Ralf Hütter –主唱、聲碼器、合成器、鍵盤 (1970–現在)；電風琴、鼓與打擊樂器、貝斯、吉他 (1970–1974)
- Fritz Hilpert  – 電子鼓 (1989–現在)[1]
- Henning Schmitz – 電子鼓、現場演出的鍵盤手 (1991–現在)[1]
- Falk Grieffenhagen – 現場影視技術員 (2012–現在)[1]

### 前成員
- Florian Schneider – 合成器、背景和聲、聲碼器、電腦生成聲、古典及電子笛、現場演出的薩克斯風手、打擊樂器、電吉他、小提琴 (1970–2008；2020年去世)
- Houschäng Néjadepour – 電吉他 (1970–1971)
- Plato Kostic (暱稱為Plato Riviera) – 貝斯 (1973)
- Peter Schmidt – 鼓 (1970)
- Karl "Charly" Weiss – 鼓 (1970；2009年去世)
- Thomas Lohmann – 鼓 (1970)
- Andreas Hohmann – 鼓 (1970)
- Eberhard Kranemann – 貝斯 (1970–1971)[2]
- Klaus Dinger – 鼓 (1970–1971；2008年去世)
- Michael Rother – 電吉他 (1971)
- Emil Schult – 電吉他、電子小提琴 (1973)
- Wolfgang Flür – 電子鼓 (1973–1987)
- Klaus Röder – 電吉他、電子小提琴 (1974)
- Karl Bartos – 電子鼓、現場演出的顫音琴與鍵盤手 (1975–1991)[3]
- Fernando Abrantes – 電子鼓、合成器 (1991)
- Stefan Pfaffe – 現場影視技術員 (2008–2012)

## 作品列表
| - 《Kraftwerk》（1970年11月） - 《Kraftwerk 2》（1972年1月） - 《Ralf und Florian》（1973年10月） - 《Autobahn》（1974年11月） - 《Radio-Activity》（1975年10月） - 《Trans-Europe Express》（1977年3月） - 《The Man-Machine》（1978年5月） - 《Computer World》（1981年5月） - 《Electric Café》（1986年12月） - 《Tour de France Soundtracks》（2003年8月4日） | - 《Minimum-Maximum》（2005年6月） - 《3-D The Catalogue》（2017年5月26日） - 《Exceller 8》（1975年） - 《Elektro Kinetik》（1981年） - 《The Mix》（1991年6月） - 《Klang Box》（1997年5月） - 《The Catalogue》（2009年10月2日） |

## 近期亚洲演出
20190416 19:00 地点：【日本】东京涉谷东急文化村Orchard Hall
20190417 19:00 地点：【日本】东京涉谷东急文化村Orchard Hall
20190418 19:00 地点：【日本】东京涉谷东急文化村Orchard Hall
20190419 19:00 地点：【日本】东京涉谷东急文化村Orchard Hall
20190422 19:00 地点：【日本】大阪Festival Hall
20190426 20:00 地点：【韩国】首尔奥林匹克大厅 (Olympic Hall)
20190429 20:00 地点：【香港】Star hall